# Uitroepend voornaamwoord
Het uitroepend voornaamwoord is in de grammatica een term die wordt gebruikt om een uitroep of een affectieve (emotioneel geladen) uiting in te leiden. 

## Vorm en functie

### Vormen
Het uitroepend voornaamwoord kent de vormen:
- wat
- welk
- hoe
- zo'n
- zo
- zulk

Bij wat kan nog een volgen, ook als het volgende woord anders nooit in combinatie met een voorkomt (Wat een geld!). In andere zinsverbanden is een geld uiteraard niet mogelijk.
Ook op welk, zo of zulk volgt soms een, maar dan alleen als het volgende woord wél met een te combineren valt (Zo'n boef!). In andere zinsverbanden is een boef uiteraard heel goed mogelijk.

### Functie
De functie van het uitroepend voornaamwoord is intensiverend: zoals uit de onderstaande voorbeelden blijkt, kan de betekenis vaak worden weergegeven als "heel", "heel erg", "uitermate", "verbazingwekkend". 

### Bijzondere groep
Door deze affectieve, intensiverende functie vervullen de uitroepende voornaamwoorden een aparte rol binnen de woordgroep der voornaamwoorden. Van een voornaamwoord valt eigenlijk niet zo zeer te verwachten dat het een betekenis heeft als "vreselijk". Deze woorden zijn dan ook vooral voornaamwoorden op grond van hun vorm.

## Wat
Uitroepend wat kan een zelfstandig naamwoord, een bijvoeglijk naamwoord of een gezegde inleiden. 

### Zelfstandig naamwoord
In het eerste geval, dus met een zelfstandig naamwoord, wordt wat altijd gevolgd door een: 
- Wat een onzin, zeg! (zelfstandig naamwoord)
- Wat een dwarsliggers zijn dat toch! (zelfstandig naamwoord; meervoud, maar toch een)
- Wat een bijzonder beleefde kinderen waren dat toch! (idem, mét bepaling bij het zelfstandig naamwoord)

### Bijvoeglijk naamwoord
- Wat vervelend voor je! (bijvoeglijk naamwoord)
- Wat onuitsprekelijk vervelend voor je! (idem, met bepaling)
- Wat zingt ze toch mooi. (idem, gescheiden door gezegde)

### Werkwoord
- Wat kun jij zingen!

Bij werkwoorden is het onderscheid tussen een uitroepend en een vragend voornaamwoord soms tamelijk subtiel. In vele gevallen kan:
- Wat zit jíj te huilen! (nadruk op jij)

als uitroep worden opgevat, terwijl
- Wat zít je daar nou te huilen?! (nadruk op zit)

eerder een verbouwereerde vraag is.

## Welkenhoe
Welk wordt in ouderwetse, of ouderwets aandoende, taal wel gebruikt om een zelfstandig naamwoord in te leiden. Ook hier komt er een bij, maar dit gebruik van welk een is alleen mogelijk met woorden die ook in ander verband door een kunnen worden ingeleid.
- Welk een uiterst geacheveerde vertolking heeft Annemarieke ons geschonken!

maar niet:
- Welk een bloemen sierden de geopende groeve!

Hoe kan in de schrijftaal een bijvoeglijk naamwoord inleiden:
- Hoe kortstondig is toch ons leven, hoe uitermate nietig dit aardse bestaan!

## Zoenzulk
Ook zo en zulk kunnen als uitroepende voornaamwoorden worden gebruikt (al gebeurt dit niet heel vaak). Ze worden soms gecombineerd met een.
- Zo stóm was dat! (met bijvoeglijk naamwoord)
- Zo'n sufferd; hoe kon hij dat nou doen? (met zelfstandig naamwoord, mits dat met een kan worden gecombineerd)

- Zulke rare mensen. (met bijvoeglijk naamwoord)
- Zulk een stom joch! (met zelfstandig naamwoord, mits dat met een kan worden gecombineerd).